# Za kulisami (film 1919)
Za kulisami  (ang. Back Stage) – amerykański komediowy krótkometrażowy film niemy z  1919 roku w reżyserii i z  udziałem Roscoe 'Fatty' Arbuckle.

## Obsada[1]
- Roscoe 'Fatty' Arbuckle
- Buster Keaton
- Al St. John
- Charles A. Post
- Molly Malone
- Jack Coogan Sr.
- William Collier Jr.